# Pauwenstaart-parure
De pauwenstaart-parure is een sieradenset bestaande uit een tiara, collier en broche en sinds de 19e eeuw geassocieerd met het Nederlands Koninklijk Huis.

## Geschiedenis
De parure werd in 1897 gemaakt door de juwelier Eduard Schürmann & Co in opdracht van koningin Emma en was bedoeld voor de op dat moment 17-jarige Wilhelmina. Voor de stenen werden oude juwelen van koningin Sophie gebruikt. Wilhelmina droeg waarschijnlijk enkel de tiara. Haar dochter Juliana zou bij haar inhuldiging de halsketting van de parure dragen en droeg ook andere onderdelen. Wilhelmina gaf de complete set aan haar kleindochter prinses Irene. De timing van deze gift was bijzonder; zij gaf de set op een verjaardagsfeest ter ere van de 21e verjaardag van prinses Beatrix en had voor haar geen cadeau bij zich.
Irene droeg de set veelvuldig, in verschillende samenstellingen en liet de set geregeld monteren en demonteren zodat het leek alsof ze andere sieraden droeg. Vanaf de jaren 1980 werd de set niet meer gezien, tot Maxima de tiara in 2009 droeg. Tot die tijd hadden er geruchten de ronde gedaan over een mogelijke verkoop van de parure.

## Hedendaagse draagsters
Tegenwoordig worden onderdelen van de set weer gedragen door verschillende vrouwen. Zo droeg Maxima sinds 2009 alle onderdelen van de set los van elkaar. Zij combineerde ook enkele keren de tiara en de devant de corsage, zoals de broche ook wel genoemd wordt. Prinses Annemarie de Bourbon de Parma, de schoondochter van prinses Irene, droeg de broche in 2013. In 2023 droeg prinses Amalia de tiara tijdens het huwelijk van de kroonprins van Jordanië. Journaliste Josine Droogendijk vermoedt dat de set weer onderdeel is van de sieraden van het koninklijk huis en niet langer in bezit is van prinses Irene. Het gebruik van de broche door Annemarie de Bourbon de Parma maakt echter dat dit niet met zekerheid te zeggen valt.

## Ontwerp
De parure bevat naast robijnen ook spinellen. Vrijwel alle stenen hebben een wat roze ondertoon, wat nog meer opvalt wanneer onderdelen van de set gecombineerd worden met de veel rodere Mellerio-parure, iets wat in het verleden vaker gedaan is. De set is geïnspireerd op de in baltshouding staande staart van een pauw. Het aantal 'veren' van de onderdelen van de parure verschilt. Zo bevat de halsketting vijf veren, die elk in een rode steen eindigen. De tiara en broche eindigen in witte stenen maar bevatten ook rode stenen en bestaan uit respectievelijk zeven en negen veren. De 'staart' zit vast op gekruld onderstel, dat zowel rode als witte stenen bevat. De staart kan losgemaakt worden van dit onderstel, waardoor de set een minimalistischer uiterlijk krijgt.